# Лісові брати (1905—1906)
Лісові брати (1905-1906) — учасники партизанського руху в Балтійських країнах під час російської революції 1905—1907.
Рух розгорнувся після грудневих збройних повстань 1905 року. Найбільшого розмаху досяг в Курляндії влітку 1906 під керівництвом латиських соціал-демократів. Так, в Курляндській губернії рух «лісових братів» в латиській частини генерал-губернаторства очолював призначений ЦК ЛСДРП колишній вчитель Юліан Кажмер. Повсталі керувалися «Статутом» лісових братів" (за даними поліції надруковано 10 тис. примірників). Боротьба пропагувалася і широко висвітлювалася в прокламаціях, газеті «Циня» і "Повідомлення про цілях руху «лісових братів». За донесенням генерал-губернатора в департамент поліції з квітня до осені «брати» здійснили 211 вбивств і замахів, 57 підпалів маєтків, 372 напади на волосні управління, пошту, казенні установи, пошкодження телефонних і телеграфних ліній, руйнування залізничного полотна та катастрофи поїздів, близько 500 експропріацій.
Загони «лісових братів» активно діяли до грудня 1906, коли вони були ліквідовані за рішенням соціал-демократів. Причиною вважається загальне згортання революційної боротьби в Росії. Ймовірно, невеликі групи «лісових братів», не підлеглих соціал-демократам, продовжували деякий час діяти і після 1906 року.